# Консультативный совет Французских Южных и Антарктических территорий
Консультативный совет Французских Южных и Антарктических территорий является институтом власти на Французских Южных и Антарктических территориях, оказывающим помощь уполномоченному префекту. 
Совет был создан в 1955 году по закону, также давшему Французским Южным и Антарктическим территориям статус заморской территории.
Совет собирается не менее двух раз в год, в Париже.
Среди членов совета были:
- исследователь Поль-Эмиль Виктор,
- штурман Изабель Аутиссер,
- писатель Эрик Орсенна
- журналист Мари-Одиль Монкикур.

## Состав
С 1955 по 2007 год состав совета был следующим:
- 1 член, назначаемый министром обороны Франции;
- 1 член, назначенный министром иностранных дел Франции;
- 1 член, назначаемый министром национального образования из числа членов Национального центра научных исследований;
- 1 член, назначаемый министром, ответственным за воздушную торговлю;
- 1 член, назначаемый министром торгового флота;
- 2 члена, назначаемые министром заморских территорий Франции.

Срок полномочий членов совета составлял 5 лет.
Закон 2007 года внес некоторые поправки в положения о составе совета, в связи с чем новый состав выглядит следующим образом:
- 8 членов, назначаемых министром заморских территорий;
- 1 член, назначаемый министром обороны;
- 1 член, назначаемый министром высшего образования и научных исследований;
- 1 член, назначаемый министром сельского хозяйства;
- 1 член, назначаемый министром экологии;
- 1 член, назначаемый министром иностранных дел.

Срок полномочий членов совета теперь составляет 4 года.